# Ли, Фицхью
Фицхью Ли (Fitzhugh Lee) (19 ноября 1835 — 28 апреля 1905), племянник генерала Роберта Эдварда Ли, генерал кавалерии в армии Конфедерации в годы гражданской войны, губернатор Вирджинии, дипломат и генерал армии США во время испанской войны.

## Ранние годы
Ли родился в Клермоне, в округе Фэирфакс, штат Виргиния. Он был внуком генерал-майора Генри Ли, и племянником Роберта Ли. Его отец, Сидни Смит Ли, был капитаном флота при коммодоре Перри в водах Японии, его мать была внучкой Джорджа Мэйсона («отец Билля о правах») и сестрой Джеймса Муррей Мэйсона.
В 1856 году он окончил Академию Вест-Пойнт и ему было присвоено звание второго лейтенанта 2-го кавалерийского полка, которым командовал полковник Альберт Сидни Джонстон. В том же полку служил подполковником его дядя Роберт Ли. Как кавалерист он проявил себя в боевых действиях против команчей в Техасе и был тяжело ранен в бою при Нескутунге в 1859 году. В мае 1860 он был назначен инструктором кавалерии в Вест-Пойнт, но уволился после сецессии Вирджинии.

## Гражданская война
Ли вступил в армию Конфедерации в звании лейтенанта кавалерии и служил штабным офицером бригадного генерала Ричарда Юэлла во время первого сражения при Булл-Ран. 14 сентября Джозеф Джонстон предложил реорганизовать кавалерию, сведя её в бригаду под командованием Джеба Стюарта. Он рекомендовал поручить 1-й Вирджинский полк полковнику Уильяму Джонсу, а Фицхью Ли сделать подполковником. Стюарту не понравилось это решение, он хотел, чтобы именно Фицхью Ли командовал полком. Но результате Фицхью Ли был повышен до подполковника 1-го Вирджжинского кавалерийского полка. 22 апреля 1862 года в армии прошли перевыборы офицеров. Стюарт добился того, что Джонс не был переизбран и ушёл в 7-й кавалерийский, а на его место был выбран Фицхью Ли. Это, в свою очередь привело к тому, что полк покинул Джон Мосби, который не любил Ли.
В июне 1862 года он командовал эскадроном во время знаменитого «Рейда вокруг Макклелана».
Заслуги Фицхью Ли в ходе рейда стали поводом для его повышения. 24 июля 1862 Ли получил звание бригадного генерала. Теперь он командовал бригадой из пяти кавалерийских полков:
- 1-й Вирджинский кавалерийский полк, полк. Тирнан Брайен
- 3-й Вирджинский кавалерийский полк, полк. Томас Гуд
- 4-й Вирджинский кавалерийский полк, полк. Уильямс Уикхэм[англ.]
- 6-й Вирджинский кавалерийский полк, полк. Томас Россер
- 9-й Вирджинский кавалерийский полк, полк. Руни Ли

Во время Северовирджинской кампании Ли стал известен тем, что опоздал со своей кавалерией к точке сбора, что позволило федеральной кавалерии совершить набег на штаб Стюарта и захватить его знаменитую шляпу. Однако, во время рейда на Кэтлетт-Стейшн ему удалось захватить палатку и униформу федерального генерал-майора Джона Поупа. Ли передал униформу Стюарту в виде компенсации за потерянную шляпу.
Ли хорошо проявил себя во время Мэрилендской кампании 1862 года, когда прикрывал отступление своей пехоты от Южной Горы. Он сумел задержать наступление федералов на Шарпсберг перед Энтитемским сражением. Он же прикрывал отступление армии через Потомак в Вирджинию. 17 марта 1863 он грамотно и успешно командовал кавалерией в бою при Келли-Форд, где его 400 бойцов захватили в плен 150 человек, потеряв всего 14. В мае 1863 в сражении при Чанселорсвилле именно его кавалеристы обнаружили открытость правого фланга федеральной армии, что позволило Джексону осуществить свою знаменитую атаку и разгромить корпус генерала Ховарда.
После Чанселорсвилла Ли перенес тяжелое заболевание ревматизмом, пропустив около месяца боевых действий, в том числе, кавалерийскую Битву у станции Бренди. Он выздоровел как раз к началу рейда Джеба Стюарта вокруг федеральной армии, приняв участие в сражении при Карлайле. Во время битвы при Геттисберге его бригада участвовала в неудачном набеге на тылы федеральной армии на третий день сражения.
После сражения Стюарт в своем рапорте не упомянул никого из офицеров кроме Фицхью Ли, про которого написал: «один из лучших кавалерийских офицеров на континенте, определенно достойный повышения». 3 августа 1863 года он был повышен до генерал-майора.
В сражениях 1864 года он командовал дивизией сначала при Стюарте, затем, после смерти последнего, при Уэйде Хэмптоне. Хэмптон и Ли всю войну были в равном положении, но Хэмптон был старше и опытнее. Некоторые предполагали, что генерал Роберт Ли все же назначит главным своего племянника, но этого не произошло.
Ли участвовал в кампании Джубала Эрли против Фила Шеридана в долине Шенандоа, а при Третьем Винчестере 19 сентября 1864 года под ним погибло три лошади и сам он был тяжело ранен. 29 марта 1865 года Хэмптон был отправлен на соединение с Джозефом Джонстоном в Северную Каролину и Фицхью Ли ненадолго стал командующим всей кавалерией генерала Ли. Его действия прекратились после капитуляции Роберта Ли при Аппаматоксе. Фицхью Ли лично возглавил последнюю атаку южан при Фармвилле 9 апреля.

## Послевоенная деятельность
После войны Ли посвятил себя фермерской деятельности в округе Стаффорд (Вирджиния), и стал известен своими попытками примирить население Юга с последствиями войны. С 1886 по 1890 являлся губернатором Вирджинии. Он командовал 3-й дивизией на двух инаугурационных парадах президента Кливленда: в 1885 году и 1893.
В апреле 1896 президент назначил его Генеральным консулом в Гавану с обязанностями дипломатического и военного характера в дополнение к обычным консульским. В 1898 году президент Мак-Кинли сохранил за ним этот пост. В Гаване Ли оказался в самый кризисный момент американо-испанских отношений: именно тогда, 15 февраля 1898 взорвался броненосец «Мэн». Когда началась американо-испанская война, он вернулся в армию.
Он был одним из трех генералов Конфедерации, которые после войны стали генералами армии США. Ли командовал 7-м армейским корпусом, однако не принял участия в операциях на Кубе. Он был военным губернатором Гаваны и Пинар-дель-Рио в 1899, затем командовал департаментом Миссури и в 1901 вышел в отставку в звании бригадного генерала армии США.
Ли умер в Вашингтоне и был похоронен на кладбище Холливуд в Ричмонде.
Он написал статью о Роберте Ли в серии «Великие Командиры»(1894) и «Борьба Кубы против Испании»(1899)